# Platalea alba
La espátula africana (Platalea alba) es una especie de ave pelecaniforme de la familia Threskiornithidae. Se distribuye por la mayor parte del África subsahariana y la isla de Madagascar, en este espacio ocupa humedales y otros entornos acuáticos.

## Taxonomía
No se conocen subespecies.

## Descripción
La espátula africana mide alrededor de 90 cm de longitud y tiene un peso en torno a los 1,5 y 1,9 kg de peso. El pico tan característico de esta especie tiene forma de espátula o cuchara (el cual le da nombre al ave) y es de color gris azulado con el borde rojizo. Durante la temporada reproductora la piel de la cara, que carece de plumas, es de color rojo intenso que se va tornando en amarillento en torno al cuello y la garganta. Las patas rojas largas y delgadas le permiten caminar fácilmente por aguas de diferentes profundidades. El plumaje del cuerpo es totalmente blanco. Los ojos son de color azul claro. A diferencia de la espátula común carece de cresta en el cuello. Los ejemplares jóvenes aun no presenta el color rojo en la cara y el pico es amarillo. Al igual que sus parientes los Threskiornithinae vuelan con el cuello extendido.

## Distribución y hábitat
Ocupa gran parte del África subsahariana excluyendo el Cuerno de África, una gran parte de los bosques tropicales de República Democrática del Congo y Angola; y el sudoeste de Botsuana. Así mismo, se le puede encontrar en Madagascar donde se distribuye en la zona noroccidental de la isla.
Su habitat natural lo componen masas de agua grandes y poco profundas como lagos y ríos, pantanos estacionales y permanentes, ciénagas, llanuras aluviales, embalses y estanques artificiales. Con menos frecuencia se le puede encontrar en lagunas costeras, salinas, arroyos y estuarios. 

## Comportamiento
Los patrones migratorios de esta especie son bastante desconocidos aunque se cree que realiza viajes nómadas siguiendo a las lluvias más que viajes estacionales. 
Es un ave carnívora que se alimenta de pequeños peces e invertebrados acuáticos, ranas, crustáceos, cangrejos de río y escarabajos acuáticos. Usa su pico en forma de espátula para sumergirlo en el agua y moverlo de lado a lado mientras camina lentamente hasta que captura alguna presa.
La temporada de cría varía entre una zona y otra, y también puede cambiar entre año y año, incluso no producirse en periodos de sequía. Se reproduce durante la estación seca desde el África occidental hasta Sudán y durante la estación de lluvias en África central y oriental. En el sur de África se reproduce en invierno o al principio de la primavera. Anida en colonias mixtas con otras especies, generalmente en grupos de entre 5-20 parejas, y en algunas ocasiones en grupos que superan las 250 parejas. Es un ave gregaria también fuera de la temporada de cría y se le puede encontrar en grupos de hasta 30 individuos posados comunalmente en árboles o cañaverales, o descansando en las orillas de aguas someras. El nido en forma de cesta está construido con palos y juncos, generalmente situado entre las ramas que se inclinan sobre el agua en árboles medio sumergidos, en arbustos o entre los cañaverales o en el suelo en islotes pedregosos. La puesta se compone entre 3 o 5 huevos moteados que son incubados por ambos padres alrededor de 30 días. Tras la eclosión ambos progenitores cuidarán y alimentarán a los polluelos durante 20-30 días. 

## Conservación
La Unión Internacional para la Conservación de la Naturaleza cataloga a esta especie como de preocupación menor debido a la amplitud de su área de distribución y a que las poblaciones permanecen estables. Los últimos censos realizados estiman que la población de esta ave podría alcanzar los 73.000 ejemplares adultos.

## Galería

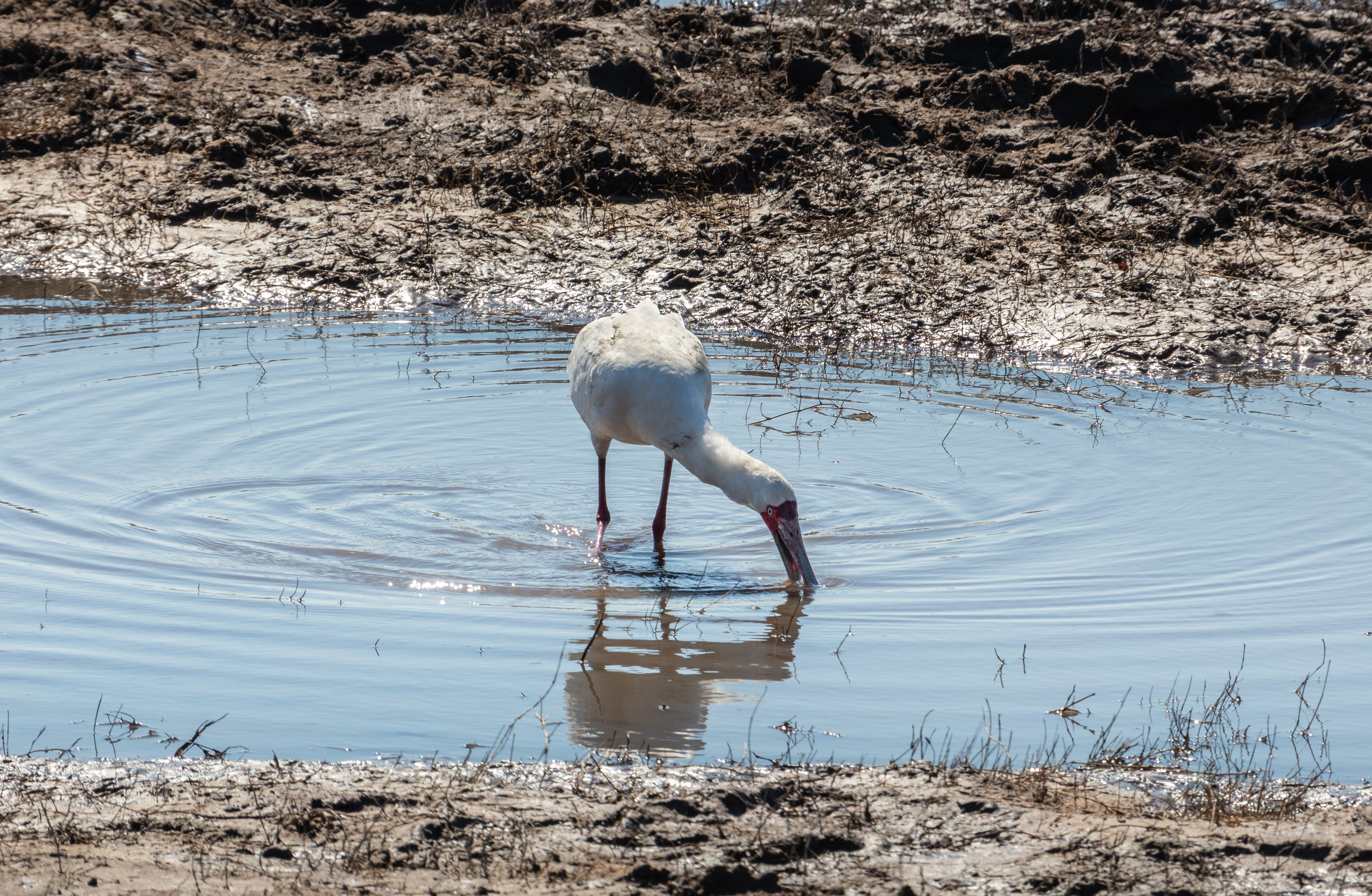
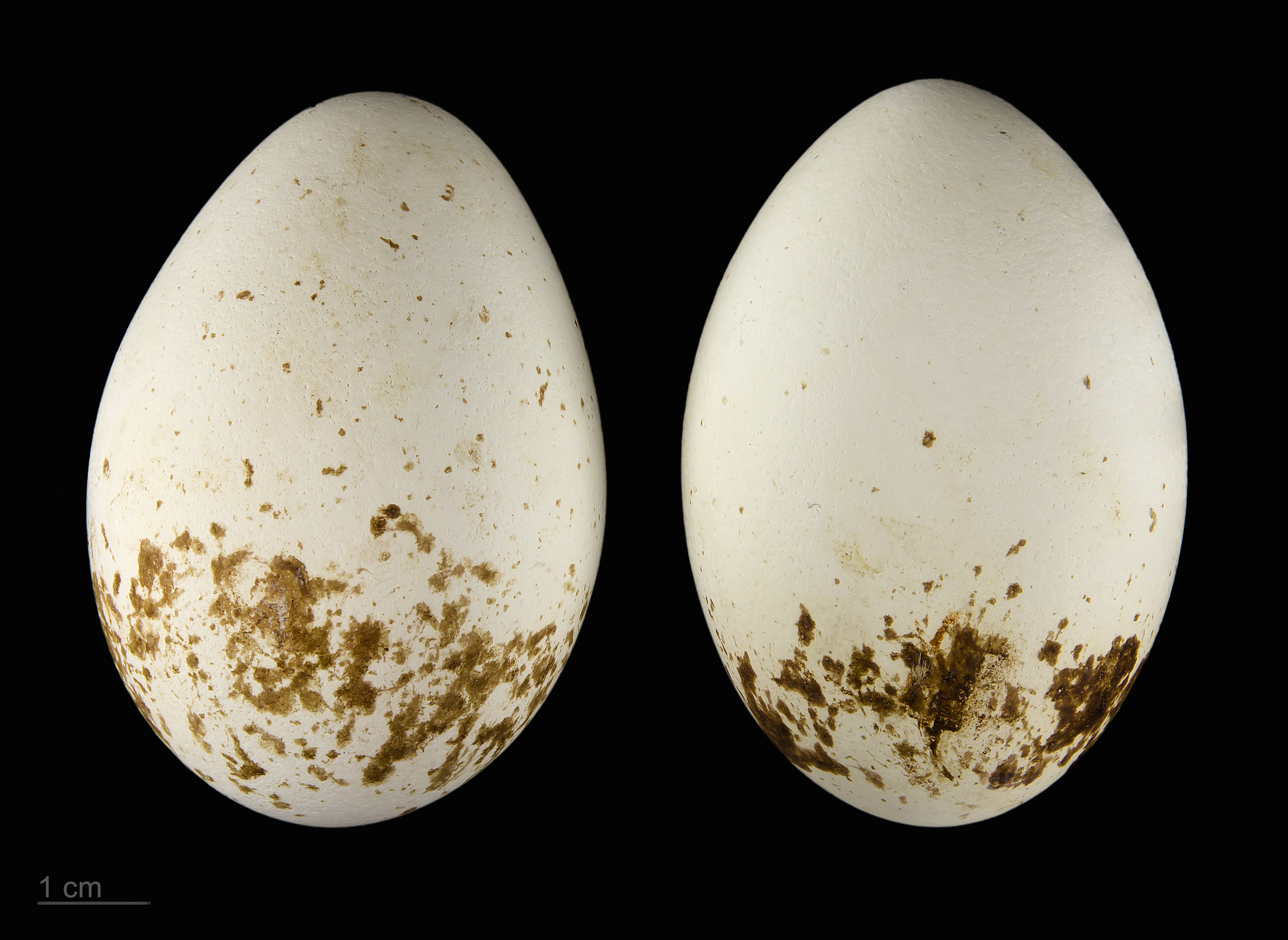
Platalea alba - MHNT
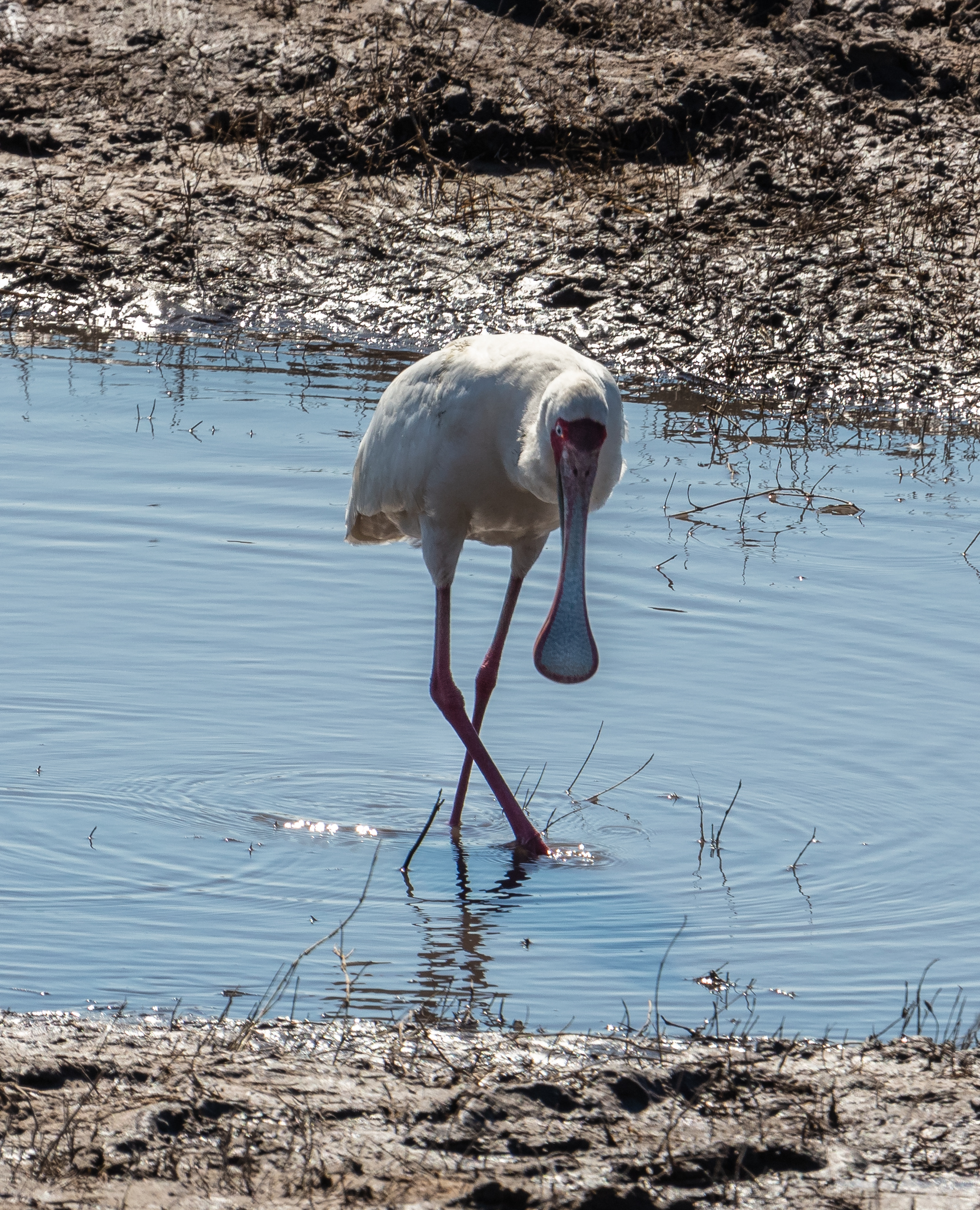